# دايسوكي أراكي
دايسوكي أراكي (باليابانية: 荒木大輔؛ بالكانا: あらき だいすけ) هو لاعب كرة قاعدة ياباني، ولد في 6 مايو 1964 في تشوفو في اليابان.

## وصلات خارجية
- دايسوكي أراكي على موقع الدوري الياباني لكرة القاعدة (الإنجليزية)
- دايسوكي أراكي على موقعبيزبول رفرنس.كوم (الدوري الثانوي) (الإنجليزية)